# Tess of the D'Urbervilles (miniserie)
Tess of the D'Urbervilles is een vierdelige miniserie uit 2008, onder regie van David Blair, gebaseerd op het gelijknamige boek uit 1891 van romanschrijver Thomas Hardy. De serie volgt het liefdesleven van een jonge vrouw uit het Engeland van de jaren 1880.

## Verhaal

### Deel 1
Tess Durbeyfield is een 17-jarig meisje uit de lagere klasse dat opgroeit als dochter van een aan alcohol verslaafde man. Zijn publieke dronkenschap zorgt regelmatig voor gênante momenten bij Tess. Desondanks neemt ze het altijd voor hem en zichzelf op als iemand iets slechts over de familie zegt. Toch neemt ze het haar moeder kwalijk dat ze nooit iets zegt van het gedrag van haar man, die de familienaam te schande maakt. Op een dag komt vader John erachter dat ze verwant zijn aan de rijke familie D'Urberville. Haar ouders vragen Tess om haar charmes aan te wenden om zo geld van deze familie los te krijgen.
Hoewel Tess hier aanvankelijk op tegen is, laat ze zich uiteindelijk overtuigen. Dit komt vooral omdat de arme Durbeyfields het geld goed kunnen gebruiken. Ze brengt een bezoek aan de familie D'Urberville, die bestaat uit Alec en zijn moeder. Alec ziet al snel in wat de bedoelingen van Tess zijn en biedt haar een geldbedrag aan. Ze vat dit geheel tot zijn verrassing als een grote belediging op en zegt dat ze de intentie heeft hard te werken voor het geld. Ze gaat bij de familie in dienst en brengt veel tijd door met de zieke moeder. Zij laat graag blijken dat ze dol is op haar. Ook Alec is onder de indruk van Tess en flirt regelmatig met haar.
Dit gaat niet onopgemerkt voorbij aan de andere werkneemsters. Na een avond met Alec te hebben doorgebracht in een kroeg, wordt ze geconfronteerd met al zijn geheime aanbidders. Ze proberen haar te vernederen en veroorzaken een ruzie. Uiteindelijk krijgt Tess een helpende hand aangeboden van Alec. Hij vertelt haar onderweg naar huis dat hij graag haar familie probeert te helpen en daarom een nieuw paard heeft gekocht voor haar vader. Tess was voorheen niet dol op Alec, maar ziet voor het eerst een zachte kant in hem. Hier komt al snel een einde aan, als hij haar wederzijdse aardige gedrag verkeerd opvat en zich aan haar opdringt.
Na de verkrachting verandert Tess in een stille jongedame en gedraagt ze zich zeer afstandelijk tegen hem. Als hij tijdelijk naar Londen moet, vertelt hij haar dat hij de bedoeling heeft haar tijdens zijn afwezigheid wil voorzien van geld, maar zij zegt dat hij lucht voor haar is. Ze keert terug naar huis, waar haar ouders duidelijk maken dat ze hopen dat ze spoedig met hem zal trouwen. Ze stort volledig in en vertelt haar moeder wat er die nacht is gebeurd. Hoewel ze meeleeft met haar dochter, vindt ze dat Tess alsnog met hem moet trouwen. Ze negeert de wensen van haar moeder en brengt de volgende maanden in eenzaamheid door. Ze bevalt uiteindelijk van een baby die werd verwekt tijdens de verkrachting en noemt deze Sorrow (Leed).

### Deel 2
Al snel na de geboorte komt haar baby te overlijden. Ze wil het een christelijke begrafenis geven, maar wordt dit geweigerd omdat het een buitenechtelijke baby is. Ze verlaat het huis waar haar familie woont en vindt werk op een boerderij waar ooit haar voorouders hebben gewoond. Daar ontmoet ze Angel Clare, een jongeman uit een hogere stand die wordt aanbeden door haar collega's Izzy, Marion en Retty. Ze brengt veel tijd met hem door en vertrouwt hem zelfs de informatie toe dat ze stiekem hoopt ooit lerares te worden. Ze raakt ook goed bevriend met haar drie collega's en omwille van hun vriendschap slaat ze zijn versierpogingen keer op keer af.
Op een dag krijgt ze te horen dat hij uitgehuwelijkt is aan Mercy Chant, de dochter van een hooggeleerde. Hij vertelt Tess dat hij liever met haar wil trouwen, maar zij reageert dat ze dit nooit kunnen doen omdat zij een simpel melkmeisje is en hij een man uit de bovenlaag. Hoewel hem dit wordt afgeraden door zijn ouders, doet hij haar een huwelijksaanzoek. Ze geeft toe dat ze van hem houdt, maar slaat zijn aanzoek af, omdat zij geen vrouw is uit zijn stand. Toch blijven ze met elkaar omgaan en vertelt ze zelfs dat ze een afstammeling is van de D'Urbervilles.
Angel weet haar er uiteindelijk van te overtuigen met hem te trouwen. Ze weten dat het huwelijk nooit goedgekeurd zou worden en willen om die reden stiekem trouwen. Tess heeft nog veel twijfels, omdat ze denkt dat hij haar zal verstoten als hij ontdekt dat ze is bevallen van een buitenechtelijk kind. Als ze het nieuws vertelt aan haar vrienden, zijn Izzy en Marion blij voor haar. Retty is aanvankelijk boos op haar, maar geeft Tess haar zegen. Vlak voor de ceremonie komt ze tot de conclusie dat ze niet gelukkig kan zijn totdat Angel de volledige waarheid over haar weet.
Om die reden besluit ze hem een brief te schrijven waarin ze schrijft over de verkrachting en bevalling. Ze laat de brief bij hem achter en hij vertelt haar niet veel later dat hij nog altijd zielsveel van haar houdt. Enkele momenten voordat ze hem het ja-woord geeft, ontdekt ze echter dat hij haar brief nooit heeft gelezen. Ze beseft dat het nu te laat is om zich terug te trekken en verbrandt daarom haar brief, voordat ze trouwt.

### Deel 3
Vlak nadat Tess en Angel met elkaar zijn getrouwd, komt het nieuws dat Retty een zelfmoordpoging heeft gedaan door zichzelf te verdrinken. Ze leeft nog, maar verkeert in kritieke toestand. Tijdens hun huwelijksnacht biecht Angel op dat hij tijdens zijn verblijf in Londen als jongen een 48 uur durende affaire had met een veel oudere vrouw. Tess ziet dit als de ideale gelegenheid om de waarheid te vertellen. Hij verstoot haar echter als hij krijgt te horen dat ze geen maagd meer was. Als Tess probeert uit te leggen dat het niet haar schuld was, vertelt hij dat het wel degelijk aan haar te wijten is omdat ze zich volgens hem liet verleiden.
Tess legt uit dat ze nog steeds dezelfde vrouw is als voorheen en smeekt om zijn vergiffenis. Hij wil echter niets meer met haar te maken hebben. De volgende dag biedt ze hem een scheiding aan, maar hij herinnert haar eraan dat dit niet mogelijk is omdat de wet niet toestaat dat twee mensen scheiden omwille van een gebeurtenis die plaatsvond voor de bruiloft. Angel vreest dat Alec het schandaal ooit zal openbaren en verbreekt daarom onmiddellijk het contact met haar. Hij vertelt haar nooit meer contact met hem op te nemen en vertrekt vervolgens naar Brazilië om met de katholieken te leven. Onderweg choqueert hij Mercy door te zeggen dat hij niet gelooft in God. Hij nodigt Izzy aan om met hem mee te gaan, maar laat haar al snel weer achter.
Ondertussen was Tess tijdelijk teruggekeerd naar huis, maar wil vertrekken om werk te zoeken. Na lang zoeken keert ze terug naar de boerderij. De boer is nog steeds boos op haar omdat ze hem plotseling in de steek had gelaten en laat haar daarom de zwaarste taken opknappen. Na een uit de hand gelopen onenigheid ontslaat hij haar. Tess besluit zich deftig te kleden om zich voor het eerst in tijden onder de stadsmensen te begeven. Ze is de wanhoop nabij als ze plotseling Alec ziet. Ze probeert weg te rennen, maar hij haalt haar in en zegt dat hij sinds het overlijden van zijn moeder is veranderd in een goedaardige man. Ze gelooft geen woord van wat hij zegt en maakt duidelijk dat ze niets met hem te maken wil hebben.
Na een lange en moeizame tocht door de bossen keert ze terug naar de boerderij. Daar wordt ze bezocht door Alec, die vastberaden is hun ruzie bij te leggen. Hij doet haar een huwelijksaanzoek, maar zij wijst hem af en zegt dat ze van een ander houdt. Hij is vol jaloezie en maakt duidelijk dat die man duidelijk niet genoeg om haar geeft, omdat hij haar hard laat werken op de boerderij. Hij valt haar lastig met vragen, maar zij negeert hem en vertrekt. Hoewel ze elkaar al een jaar niet meer gesproken hebben, besluit Tess een brief te schrijven naar Angel, waarin ze hem vraagt haar te redden van dat wat haar bedreigt.

### Deel 4
Alec gelooft niet dat er werkelijk een andere man is in haar leven en dwingt Tess te stoppen met het harde werk om met hem mee te gaan. Ze wordt verrast met het nieuws van haar zus Liza-Lu, die vertelt dat haar vader iets aan zijn hart heeft. Tess gaat onmiddellijk naar huis en is getuige van het overlijden van haar vader. Ze is vol woede en stuurt een brief naar Angel, waarin ze schrijft dat hij haar schandelijk behandelt en een wrede man is die ze nooit kan vergeven. Het duurt niet lang voordat de familie Durbeyfield op straat wordt gezet.

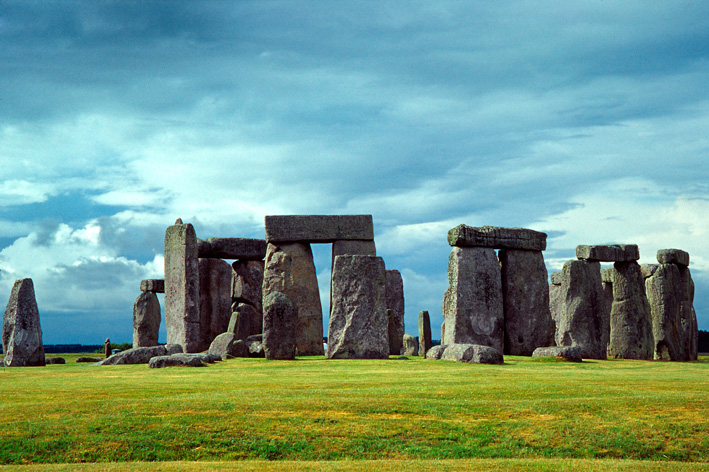
Stonehenge, de plek waar Tess en Angel hun laatste nacht doorbrengen

Moeder Joan zet Tess onder druk om het aanbod van Alec te accepteren om bij hem te wonen. De dag nadat ze haar eigen geluk heeft opgeofferd voor het welzijn van haar familie, komt Angel terug van zijn reis naar Brazilië. Hij is radicaal veranderd in een man die zijn zin in het leven heeft verloren. De dokter constateert de gele koorts bij hem. Zijn lichaam is verzwakt door een zware zeereis. Hij ontvangt pas bij zijn terugkeer al de brieven die Tess naar hem heeft gestuurd en is vastberaden haar te vinden. Via een brief van haar collega's van de boerderij weet hij dat ze onder dwang is getrouwd met Alec.
Hij begint een zoektocht naar Tess en komt onderweg zowel het graf van Sorrow als dat van John tegen. Niet veel later bereikt hij de woning van de familie van Tess. Joan doet alsof ze niet weet waar Tess is, maar Liza-Lu vertelt stiekem dat ze in Sandborne is. Daar treft hij haar aan in het huis van Alec. Ze vertelt hem dat het te laat is voor een hereniging en stuurt hem met veel moeite en pijn weg. Zijn bezoek laat veel indruk op haar achter. Ze reageert haar woede af op haar man en steekt hem na een ruzie neer. Hij komt hierbij onmiddellijk te overlijden. Ze gaat vervolgens naar het treinstation, waar ze wordt herenigd met Angel.
Tess vertelt hem onmiddellijk over de moord die ze heeft begaan en samen besluiten ze te vluchten voor de politie. Ze brengen de nacht door in een landhuis, waar Tess hem vertelt dat ze hoogstwaarschijnlijk gedood zal worden als de politie haar vindt. De volgende dag vluchten ze verder en bereiken Stonehenge. Ze maakt duidelijk dat ze haar lot aanvaardt en biedt ook geen strijd als ze daar de volgende dag wordt meegenomen met de politie. Vlak voor ze wordt meegenomen, heeft ze Angel gevraagd goed te zorgen voor Liza-Lu. Haar wordt de doodstraf opgelegd. Haar dood wordt op aan afstand gezien door Angel, die aan de zijde van Liza-Lu is.

## Rolbezetting
| Karakter            | Acteur               | Beschrijving |
| ------------------- | -------------------- | --- |
| Tess Durbeyfield    | Gemma Arterton       | Tess is een armoedig melkmeisje dat hard werkt voor haar geld en liefde belangrijker vindt dan de stand waar ze zich in bevindt. Haar leven wordt uiteindelijk verwoest door een schandaal dat ze met zich meedraagt en ze neemt een drastische beslissing om haar ware liefde niet te verliezen. |
| Angel Clare         | Eddie Redmayne       | Angel is een man van nobele stand die wordt aanbeden door al zijn werksters. Hij heeft enkel oog voor Tess en is vastberaden met haar te trouwen, ondanks ophef van zijn familie. |
| Alec D'Urberville   | Hans Matheson        | Alec is een egoïstische jongeman die vaak misbruik maakt van zijn hoge positie om te krijgen wat hij wil. Voor hem gaat genot boven liefde. Aanvankelijk heeft Tess een oogje op hem, maar een duistere gebeurtenis maakt hier onmiddellijk een verandering aan.                                  |
| Joan Durbeyfield    | Ruth Jones           | Joan is de moeder van Tess, die geld belangrijker vindt dan liefde. Als haar dochter wordt verleid door een man uit hogere stand, is ze van mening dat Tess met diegene moet trouwen, als is het enkel om zijn geld.                                                                              |
| John Durbeyfield    | Ian Puleston-Davies  | John is de alcoholistische vader van Tess die zijn gezin regelmatig voor schut zet als hij dronken is. Hij geeft al het geld uit aan drank, inclusief dat wat Tess heeft verdiend met haar harde werk.                                                                                            |
| Liza-Lu Durbeyfield | Jo Woodcock          | Liza-Lu is de jonge zus die graag met haar zus meegaat op reis, maar te jong is en daarom achter wordt gelaten bij haar ouders. Dit doet haar veel verdriet. In tegenstelling tot haar ouders, vindt ze het geluk van haar zus belangrijker dan geld.                                             |
| Mercy Chant         | Jeany Spark          | Mercy is een jongedame van hoge komaf die zich te allen tijde gedraagt als keurige vrouw. Ze is uitgehuwelijkt aan Angel en hoewel zij hier geen problemen mee heeft, denkt haar verloofde daar anders over.                                                                                      |
| Retty Priddle       | Emily Beecham        | Retty is een labiele collega van Tess op de boerderij van Groby. Ze is smoorverliefd op Angel en kan het feit dat hij meer om Tess geeft maar moeilijk verwerken. |
| Izzy Huett          | Jodie Whittaker      | Izzy is een collega van Tess op de boerderij van Groby, die verliefd is op Angel. Ze dient kort als vervangster voor Tess als Angel zijn relatie met haar verbreekt, maar laat ook Izzy met een gebroken hart achter.                                                                             |
| Marion              | Rebekah Staton       | Marion is een collega van Tess op de boerderij van Groby, die verliefd is op Angel. |
| Groby               | Christopher Fairbank | Groby is de strenge eigenaar van de boerderij die er niet om maalt dat hij zijn werksters heel hard laat werken. Hij laat anderen graag weten dat hij de baas van het land is. |

## Achtergrond
Het boek van Thomas Hardy had al eerdere verfilmingen, maar dit is de eerste miniserie die erop gebaseerd is. In januari 2008 werd bekendgemaakt dat een Engelse miniserie gemaakt zou worden voor BBC One. Uitvoerend producente Kate Harwood vertelde bij de aankondiging dat het een ode is aan Hardy, die volgens haar niet genoeg erkenning krijgt. Ook werd hierbij bekendgemaakt dat de opnames zouden beginnen in de lente van 2008. Gemma Arterton kreeg de hoofdrol tijdens de opnames van Quantum of Solace (2008). Ze zag het als gelegenheid om zichzelf te bewijzen als actrice. Ze was al bekend met het verhaal. Ze speelde als scholier een rol in een toneelversie van het verhaal.